# Championnat de France de football de troisième division 1971-1972
Navigation
Division nationale 1970-1971 Division 3 1972-1973
Le championnat de France de football de Division 3 1971-1972 est la 1re édition du championnat de France de Division 3, qui est de 1971 à 1993 le troisième niveau de la hiérarchie du football français derrière la Division 1 et la Division 2.
La compétition est remportée par la réserve de l'AS Nancy-Lorraine.

## Classements
- Participation aux barrages de promotion en D2
- Relégation en ligue régionale

### Groupe Nord
Le groupe Nord est remporté par l'équipe réserve du Lille OSC.
| Rang | Équipe                  | Pts | J  | G  | N  | P  | Bp | Bc | Diff |
| ---- | ----------------------- | --- | -- | -- | -- | -- | -- | -- | ---- |
| 1    | Lille OSC rés.          | 41  | 28 | 18 | 5  | 5  | 50 | 20 | +30  |
| 2    | AS Aulnoye              | 38  | 28 | 13 | 12 | 3  | 35 | 15 | +20  |
| 3    | SC Abbeville            | 33  | 28 | 13 | 7  | 8  | 31 | 20 | +11  |
| 4    | Stade de Reims rés.     | 32  | 28 | 12 | 8  | 8  | 39 | 28 | +11  |
| 5    | SC Hazebrouck           | 32  | 28 | 12 | 8  | 8  | 41 | 34 | +7   |
| 6    | CO Roubaix-Tourcoing    | 30  | 28 | 10 | 10 | 8  | 30 | 26 | +4   |
| 7    | US Nœux-les-Mines       | 29  | 28 | 9  | 11 | 8  | 32 | 28 | +4   |
| 8    | CS Sedan Ardennes rés.  | 28  | 28 | 9  | 10 | 9  | 48 | 41 | +7   |
| 9    | RC Calais               | 28  | 28 | 9  | 10 | 9  | 29 | 35 | -6   |
| 10   | Red Star FC rés.        | 24  | 28 | 8  | 8  | 12 | 32 | 39 | -7   |
| 11   | Le Havre AC             | 24  | 28 | 9  | 6  | 13 | 34 | 40 | -6   |
| 12   | US Chantilly            | 24  | 28 | 10 | 4  | 14 | 30 | 51 | -21  |
| 13   | Olympique Saint-Quentin | 23  | 28 | 7  | 9  | 12 | 22 | 28 | -6   |
| 14   | US Valenciennes rés.    | 21  | 28 | 8  | 5  | 15 | 24 | 37 | -13  |
| 15   | US Éclaron              | 13  | 28 | 3  | 7  | 18 | 24 | 60 | -36  |

### Groupe Ouest
Le groupe Ouest est remporté par l'équipe réserve du FC Nantes.
| Rang | Équipe                | Pts | J  | G  | N  | P  | Bp | Bc | Diff |
| ---- | --------------------- | --- | -- | -- | -- | -- | -- | -- | ---- |
| 1    | FC Nantes rés.        | 47  | 28 | 20 | 7  | 1  | 72 | 22 | +50  |
| 2    | Stade rennais UC rés. | 42  | 28 | 19 | 4  | 5  | 54 | 16 | +38  |
| 3    | CA Lisieux            | 39  | 28 | 16 | 7  | 5  | 47 | 20 | +27  |
| 4    | SO Châtellerault      | 36  | 28 | 16 | 4  | 8  | 47 | 27 | +20  |
| 5    | US Concarneau         | 29  | 28 | 9  | 11 | 8  | 26 | 24 | +2   |
| 6    | SO Cholet             | 28  | 28 | 12 | 4  | 12 | 40 | 38 | +2   |
| 7    | Stade briochin        | 27  | 28 | 10 | 7  | 11 | 33 | 39 | -6   |
| 8    | Angers SCO rés.       | 26  | 28 | 10 | 6  | 12 | 28 | 32 | -4   |
| 9    | Chamois niortais FC   | 26  | 28 | 8  | 10 | 10 | 26 | 35 | -9   |
| 10   | UES Montmorillon      | 25  | 28 | 10 | 5  | 13 | 41 | 49 | -8   |
| 11   | UCK Vannes            | 23  | 28 | 8  | 7  | 13 | 22 | 35 | -13  |
| 12   | Olympique Saumur      | 21  | 28 | 5  | 11 | 12 | 28 | 47 | -19  |
| 13   | AS Brest              | 20  | 28 | 6  | 8  | 14 | 24 | 34 | -10  |
| 14   | OC Châteaudun         | 17  | 28 | 5  | 7  | 16 | 15 | 46 | -31  |
| 15   | US Granville          | 14  | 28 | 3  | 8  | 17 | 13 | 48 | -35  |

### Groupe Centre
Le groupe Centre est remporté par l'ES Juvisy.
| Rang | Équipe                   | Pts | J  | G  | N  | P  | Bp | Bc | Diff |
| ---- | ------------------------ | --- | -- | -- | -- | -- | -- | -- | ---- |
| 1    | ES Juvisy                | 34  | 26 | 14 | 6  | 6  | 40 | 27 | +13  |
| 2    | AS Saint-Étienne rés.    | 32  | 26 | 12 | 8  | 6  | 35 | 24 | +11  |
| 3    | AJ Auxerre               | 31  | 26 | 12 | 7  | 7  | 40 | 36 | +4   |
| 4    | Amicale de Lucé          | 30  | 26 | 12 | 6  | 8  | 32 | 24 | +8   |
| 5    | AS Poissy                | 29  | 26 | 12 | 5  | 9  | 34 | 25 | +9   |
| 6    | Olympique lyonnais rés.  | 27  | 26 | 10 | 7  | 9  | 35 | 33 | +2   |
| 7    | USM Malakoff             | 26  | 26 | 8  | 10 | 8  | 38 | 34 | +4   |
| 8    | AS Orléans               | 25  | 26 | 8  | 9  | 9  | 26 | 27 | -1   |
| 9    | US Tavaux-Damparis       | 25  | 26 | 9  | 7  | 10 | 36 | 41 | -5   |
| 10   | US Baume-les-Dames       | 25  | 26 | 12 | 1  | 13 | 37 | 39 | -2   |
| 11   | Paris Saint-Germain rés. | 23  | 26 | 9  | 5  | 12 | 33 | 38 | -5   |
| 12   | RC France                | 23  | 26 | 10 | 3  | 13 | 35 | 37 | -2   |
| 13   | VS ChartresP             | 19  | 26 | 6  | 7  | 13 | 22 | 38 | -16  |
| 14   | FC Chalon-sur-Saône      | 15  | 26 | 7  | 1  | 18 | 22 | 42 | -20  |

### Groupe Est
Le groupe Est est remporté par l'équipe réserve de l'AS Nancy-Lorraine.
| Rang | Équipe                        | Pts | J  | G  | N | P  | Bp | Bc | Diff |
| ---- | ----------------------------- | --- | -- | -- | - | -- | -- | -- | ---- |
| 1    | AS Nancy-Lorraine rés.        | 39  | 28 | 15 | 9 | 4  | 49 | 15 | +34  |
| 2    | FC Metz rés.                  | 36  | 28 | 14 | 8 | 6  | 51 | 27 | +24  |
| 3    | AS Strasbourg                 | 36  | 28 | 15 | 6 | 7  | 39 | 26 | +13  |
| 4    | FC Sochaux-Montbéliard rés.   | 34  | 28 | 13 | 8 | 7  | 46 | 33 | +13  |
| 5    | SA Épinal                     | 33  | 28 | 13 | 7 | 8  | 46 | 30 | +16  |
| 6    | AS Pierrots Vauban Strasbourg | 33  | 28 | 12 | 9 | 7  | 52 | 32 | +20  |
| 7    | ASCA Wittelsheim              | 32  | 28 | 12 | 8 | 8  | 53 | 30 | +23  |
| 8    | AS Mutzig                     | 33  | 28 | 13 | 7 | 8  | 38 | 27 | +11  |
| 9    | AS Talange                    | 31  | 28 | 11 | 9 | 8  | 43 | 46 | -3   |
| 10   | CS Vittel                     | 28  | 28 | 12 | 4 | 12 | 45 | 42 | +3   |
| 11   | SR Saint-Dié-des-Vosges       | 21  | 28 | 7  | 7 | 14 | 36 | 48 | -12  |
| 12   | SR Delle                      | 20  | 28 | 8  | 4 | 16 | 28 | 59 | -31  |
| 13   | SO Merlebach                  | 18  | 28 | 6  | 6 | 16 | 33 | 63 | -30  |
| 14   | FC Saint-Louis                | 16  | 28 | 5  | 6 | 17 | 27 | 60 | -33  |
| 15   | AS Mulhouse                   | 12  | 28 | 2  | 8 | 18 | 15 | 63 | -48  |

### Groupe Sud-Ouest
Le groupe Sud-Ouest est remporté par l'équipe réserve du Nîmes Olympique.
| Rang | Équipe                     | Pts | J  | G  | N | P  | Bp | Bc | Diff |
| ---- | -------------------------- | --- | -- | -- | - | -- | -- | -- | ---- |
| 1    | Nîmes Olympique rés.       | 41  | 26 | 17 | 7 | 2  | 72 | 19 | +53  |
| 2    | US Albi                    | 37  | 26 | 17 | 3 | 6  | 53 | 28 | +25  |
| 3    | ES Castres                 | 30  | 26 | 12 | 6 | 8  | 32 | 24 | +8   |
| 4    | AS Angoulême rés.          | 30  | 26 | 13 | 4 | 9  | 36 | 30 | +6   |
| 5    | CSA Brassac-Frugères       | 29  | 26 | 11 | 7 | 8  | 40 | 26 | +14  |
| 6    | AS Montferrand             | 27  | 26 | 9  | 9 | 8  | 32 | 28 | +4   |
| 7    | Girondins de Bordeaux rés. | 25  | 26 | 10 | 5 | 11 | 41 | 31 | +10  |
| 8    | Stade clermontois          | 23  | 26 | 7  | 9 | 10 | 32 | 35 | -3   |
| 9    | AS Libourne                | 21  | 26 | 8  | 5 | 13 | 34 | 40 | -6   |
| 10   | Stade montois              | 21  | 26 | 8  | 5 | 13 | 31 | 57 | -26  |
| 11   | La Combelle CA             | 21  | 26 | 6  | 9 | 11 | 28 | 39 | -11  |
| 12   | Bagnères-de-Luchon Sports  | 21  | 26 | 7  | 7 | 12 | 27 | 48 | -21  |
| 13   | SO Mazamet                 | 20  | 26 | 7  | 6 | 13 | 27 | 42 | -15  |
| 14   | Stade Rodez                | 18  | 26 | 7  | 4 | 15 | 21 | 59 | -38  |

### Groupe Sud-Est
Le groupe Sud-Est est remporté par le ROS Menton.
| Rang | Équipe                       | Pts | J  | G  | N  | P  | Bp | Bc | Diff |
| ---- | ---------------------------- | --- | -- | -- | -- | -- | -- | -- | ---- |
| 1    | ROS Menton                   | 40  | 26 | 18 | 4  | 4  | 34 | 16 | +18  |
| 2    | FC Villefranche-sur-Saône    | 31  | 26 | 12 | 7  | 7  | 36 | 27 | +9   |
| 3    | Olympique de Marseille rés.  | 30  | 26 | 14 | 2  | 10 | 44 | 32 | +12  |
| 4    | JGA Nevers                   | 30  | 26 | 12 | 6  | 8  | 34 | 33 | +1   |
| 5    | AS Moulins                   | 28  | 26 | 10 | 8  | 8  | 39 | 32 | +7   |
| 6    | Olympique d'Alès en Cévennes | 28  | 26 | 11 | 6  | 9  | 38 | 23 | +15  |
| 7    | SC Saint-Cyr                 | 27  | 26 | 8  | 11 | 7  | 24 | 21 | +3   |
| 8    | FC Annecy                    | 25  | 26 | 8  | 9  | 9  | 26 | 32 | -6   |
| 9    | AS Decize                    | 25  | 26 | 9  | 7  | 10 | 33 | 37 | -4   |
| 10   | OGC Nice rés.                | 23  | 26 | 7  | 9  | 10 | 35 | 36 | -1   |
| 11   | US Marignane                 | 23  | 26 | 9  | 5  | 12 | 27 | 32 | -5   |
| 12   | AS Monaco rés.               | 21  | 25 | 8  | 5  | 12 | 28 | 33 | -5   |
| 13   | CA Saint-Jean-de-Maurienne   | 17  | 26 | 6  | 5  | 15 | 22 | 40 | -18  |
| 14   | FC Grenoble                  | 15  | 26 | 5  | 5  | 16 | 20 | 46 | -26  |

## Barrages
Les barrages de promotion en D2 sont constitués de deux phases. D'abord, des confrontations en match aller-retour opposent les meilleurs clubs amateurs des groupes de D3. Les vainqueurs de ces duels disputent ensuite les barrages contre les 12es des groupes de D2.

### Pré-barrages entre clubs de D3
| Équipe 1   | Résultat | Équipe 2      | Aller | Retour |
| ---------- | -------- | ------------- | ----- | ------ |
| AS Aulnoye | 1 - 2    | ES Juvisy     | 1 - 1 | 0 - 1  |
| ROS Menton | 0 - 3    | CA Lisieux    | 0 - 2 | 0 - 1  |
| US Albi    | 3 - 4    | AS Strasbourg | 2 - 2 | 1 - 2  |

### Barrages D2-D3
Juvisy, Lisieux et Strasbourg sont respectivement confrontés au CS Cuiseaux-Louhans, au Stade poitevin et à l'US Quevilly. À l'issue de ces barrages, aucun club de troisième division n'est promu à l'échelon supérieur.

## Phase finale
En fin de saison, les vainqueurs des groupes sont répartis en deux poules de trois équipes. Les vainqueurs des deux poules s'affrontent ensuite en finale pour désigner le champion de France de D3.

### Poule A
| Rang | Équipe                 | Pts | J | G | N | P | Bp | Bc | Diff |  | Résultats (▼ dom., ► ext.) | ASNL | ESJ | LOSC |
| ---- | ---------------------- | --- | - | - | - | - | -- | -- | ---- |  | -------------------------- | ---- | --- | ---- |
| 1    | AS Nancy-Lorraine rés. | 3   | 2 | 1 | 1 | 0 | 5  | 1  | +4   |  | AS Nancy-Lorraine rés.     |      |     | 4-0  |
| 2    | ES Juvisy              | 3   | 2 | 1 | 1 | 0 | 5  | 4  | +1   |  | ES Juvisy                  | 1-1  |     |      |
| 3    | Lille OSC rés.         | 0   | 2 | 0 | 0 | 2 | 3  | 8  | -5   |  | Lille OSC rés.             |      | 3-4 |      |

### Poule B
| Rang | Équipe               | Pts | J | G | N | P | Bp | Bc | Diff |  | Résultats (▼ dom., ► ext.) | ROSM | FCN | NO  |
| ---- | -------------------- | --- | - | - | - | - | -- | -- | ---- |  | -------------------------- | ---- | --- | --- |
| 1    | ROS Menton           | 3   | 2 | 1 | 1 | 0 | 1  | 0  | +1   |  | ROS Menton                 |      | 1-0 |     |
| 2    | FC Nantes rés.       | 2   | 2 | 0 | 2 | 0 | 1  | 1  | 0    |  | FC Nantes rés.             |      |     | 1-0 |
| 3    | Nîmes Olympique rés. | 1   | 2 | 0 | 1 | 1 | 0  | 1  | -1   |  | Nîmes Olympique rés.       | 0-0  |     |     |

### Finale
La réserve de l'AS Nancy-Lorraine remporte le championnat de France de D3.
| 22 juin 1972 | AS Nancy-Lorraine rés. | 2 – 0   | ROS Menton | Stade Louis-II, Monaco |
|              |                        | (0 – 0) |            |                        |